# Paphiopedilum fanaticum
Paphiopedilum fanaticum är en orkidéart som beskrevs av Harold Koopowitz och N.Haseg. Paphiopedilum fanaticum ingår i släktet Paphiopedilum och familjen orkidéer. Inga underarter finns listade i Catalogue of Life.